# Nordland II
Nordland II — двенадцатый и последний полноформатный альбом шведской группы Bathory. Был выпущен лейблом Black Mark Records в 2003 году на CD, помимо стандартного издания также вышел ограниченный тираж в диджипэке.

## Об альбоме
Nordland II был задуман, как продолжение альбома Nordland I. Как и свой предшественник, характеризуется возвращением к более раннему звучанию Bathory. Куортон планировал четырёхальбомную сагу под названием Nordland, но успел записать лишь два тома этой эпической истории.
Альбом был неоднозначно воспринят критиками. Рецензент сайта The Metal Observer поставил Nordland II высокую оценку и похвалил его качество, в то время как в рецензии от Chronicles of Chaos альбом назван «бездушным» и «посредственным». Автор обзора на Allmusic, подводя итог, говорит, что альбом возможно сложен для восприятия, однако понравится поклонникам Bathory.

## Список композиций
| №                   | Название                                   | Длительность |
| ------------------- | ------------------------------------------ | ------------ |
| 1.                  | «Fanfare»                                  | 3:37         |
| 2.                  | «Blooded Shore»                            | 5:46         |
| 3.                  | «Sea Wolf»                                 | 5:26         |
| 4.                  | «Vinland»                                  | 6:39         |
| 5.                  | «The Land»                                 | 6:23         |
| 6.                  | «Death and Resurrection of a Northern Son» | 8:30         |
| 7.                  | «The Messenger»                            | 10:02        |
| 8.                  | «Flash of the Silverhammer»                | 4:09         |
| 9.                  | «The Wheel of Sun»                         | 12:27        |
| 10.                 | «Outro»                                    | 0:24         |
| Общая длительность: | Общая длительность:                        | 63:23        |

## Участники записи
- Quorthon — вокал, гитары, бас, ударные
- Kristian Wåhlin — оформление обложки